# Bertold Wiesner

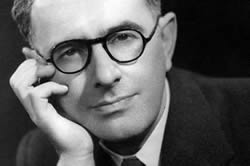
Bertold Wiesner

Bertold Paul Wiesner, född 1901 i Österrike-Ungern, död 1972 i London, var en österrikisk fysiolog. Han uppmärksammades för att ha myntat termen "Psi" som beteckning för parapsykologiska fenomen och för hans efterforskningar inom mänsklig fertilitet. Efter hans död har han istället uppmärksammats för det hundratal barn han blev biologisk far till.

## Ferilitetsklinik
År 1943 grundade Wiesner en fertilitetsklinik i London.
Åren 1943–1960-talet föddes uppemot 600 barn som Wiesner uppges ha varit biologisk fader till. Bland hans barn märks författaren Eva Ibbotson juristen David Gollancz.